# Reema Juffali
Reema Juffali, também soletrado Reema Al Juffali ou Reema Al-Juffali (em árabe: يما الجفالي; Gidá, 18 de janeiro de 1992) é um piloto profissional de automóveis saudita que compete na categoria Fórmula 4.
Ela é a primeira piloto de corrida saudita e a primeira mulher saudita a possuir uma carteira de motorista de corrida. Em novembro de 2019, ela se tornou a primeira mulher no país a competir em uma competição internacional de corrida no Reino da Arábia Saudita. Foi eleita uma das "100 mulheres mais inspiradoras e influentes do mundo em 2022" pela BBC.

## Juventude e treinamento
Reema Juffali nasceu em 18 de janeiro de 1992 e cresceu em Gidá. Desde criança se interessou por carros e esportes. Seu interesse foi julgado com ironia, já que o país proibia estritamente as mulheres de dirigir naquela época.
Ela completou sua educação primária na British International School of Jeddah. Reema Juffali continuou seus estudos de pós-graduação em relações internacionais na Northeastern University em 2010.

## Carreira de corrida

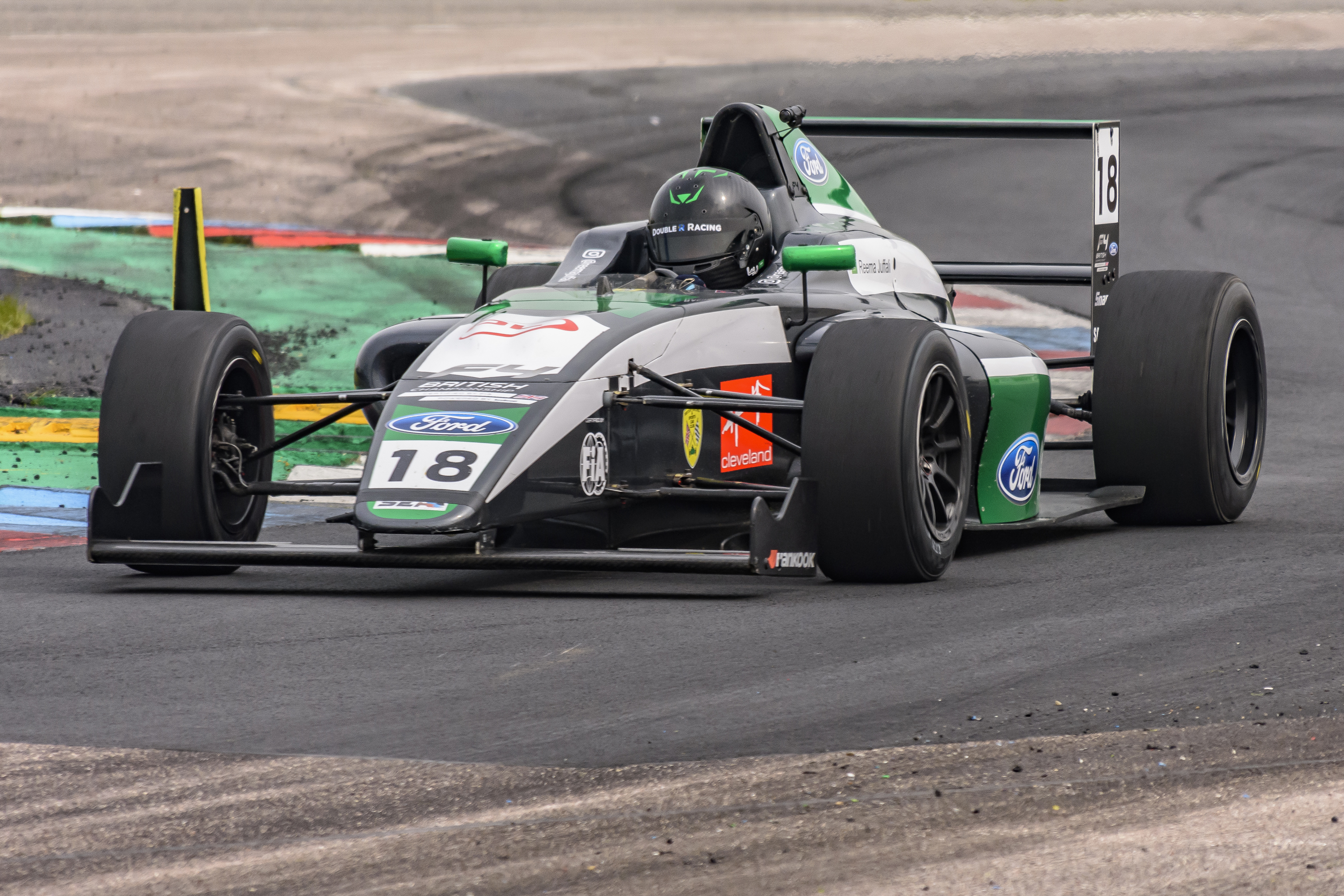
Juffali em seu carro F4 em Thruxton em abril de 2019

Depois de se formar, Reema Juffali obteve a carteira de motorista em outubro de 2010, depois de passar com sucesso no teste de direção nos Estados Unidos. Ela obteve sua licença de corrida em setembro de 2017, depois que o movimento Mulheres para dirigir terminou com sucesso a proibição de mulheres pilotos na Arábia Saudita naquele mesmo mês. Sua primeira corrida como corredora profissional ocorreu em outubro de 2018 e ela registrou a maior vitória de sua carreira em dezembro de 2018.
Em abril de 2019, Reema Juffali representou a Arábia Saudita no Campeonato Britânico de F4 de 2019 em Brands Hatch, que também foi sua primeira aparição em um Campeonato Britânico de Fórmula 4.
Em 22 de novembro de 2019, ela se tornou a primeira mulher saudita a participar de uma competição internacional de corrida na Arábia Saudita. Ela competiu na competição de carros totalmente elétricos Jaguar I-Pace eTrophy 2019-2020 como motorista VIP; a corrida aconteceu em Diriyah, uma cidade perto de Riade. Ela também deve competir no Campeonato de Fórmula 4 dos Emirados Árabes Unidos em 2020.